# Adam Romaniszyn
Adam Romaniszyn (ur. 10 czerwca 1937, zm. 26 lipca 2012 w Kielcach) – polski bokser, mistrz Polski.
Zdobył mistrzostwo  Polski w wadze muszej (do 51 kg) w 1958, wicemistrzostwo w wadze koguciej (do 54 kg) w 1966 oraz brązowy medal w wadze muszej w 1959. Był również mistrzem juniorów w wadze papierowej (do 48 kg) w 1955.
W 1958 wystąpił w reprezentacji Polski w meczu z RFN, wygrywając walkę w wadze muszej.
Zmarł w Kielcach. Został pochowany na cmentarzu w Cedzynie.